# محمد بن عبيد الله الخاقاني
أبو علي محمد بن عبيد الله الخاقاني كان أحد كبار مسؤولي الدولة العباسية، وتولى منصب الوزارة من سنة 912 حتى 913م.
هو ابن الوزير المعروف عبيد الله بن يحيى بن خاقان، الذي تولّى الوزارة مرتين في عهد الخليفتين المتوكل على الله والمعتمد على الله. كان المؤرخ الشهير محمد بن جرير الطبري أستاذه، وكان يتقاضى مقابل ذلك عشرة دنانير شهريًا. كان منافسًا لـعلي بن محمد بن الفرات، وخلفه في منصب الوزارة في عهد الخليفة المقتدر بالله في 23 يوليو 912م، وظل في منصبه حتى 16 أغسطس 913م.  تميزت فترة ولايته بمحاولات تعزيز المالية من خلال فرض غرامات ثقيلة على المسؤولين المعزولين من فصيل بني الفرات، وبموقف مؤيد للـحنبلية أدى إلى اتخاذ إجراءات ضد الشيعة. بعد عزله، سُجن على يد خلفه علي بن عيسى بن الجراح، ثم على يد خصمه ابن الفرات عندما عاد إلى الوزارة سنة 917م. توفي سنة 924 أو 925م. وقد تولّى ابنه عبد الله بن محمد الخاقاني منصب الوزارة لفترة وجيزة بين عامي 924–925م.